# Josef Miller (Bildhauer)
Josef Kassian Miller (* 20. Mai 1809 in Pettneu am Arlberg; † 1. Februar 1882 in Innsbruck) war ein österreichischer Bildhauer.

## Leben
Der Sohn eines Bauern, der zusätzlich das Tischler- und Glaserhandwerk ausübte, lernte zunächst die Handwerke des Vaters. Nachdem sein Talent im Zeichnen und Schnitzen erkannt wurde, machte er ab 1831 eine Lehre beim Bildhauer Franz Xaver Renn in Imst und arbeitete danach als dessen Gehilfe. 1836 zog er zusammen mit Joseph Knabl nach München und studierte an der Akademie der bildenden Künste bei Joseph Otto Entres, Fidelis Schönlaub, Johann Petz und Konrad Eberhard.
Miller war zunächst in Kaufbeuren und ab 1852 in Hall in Tirol tätig, wo er neben dem Maler Franz Hellweger sein Atelier hatte. Ab 1855 lebte und arbeitete er in Innsbruck. Er gilt als wichtiger Bildhauer der frühen Neugotik in Tirol und schuf religiöse Figuren, Gruppen, Altäre und Grabdenkmäler.

## Werke

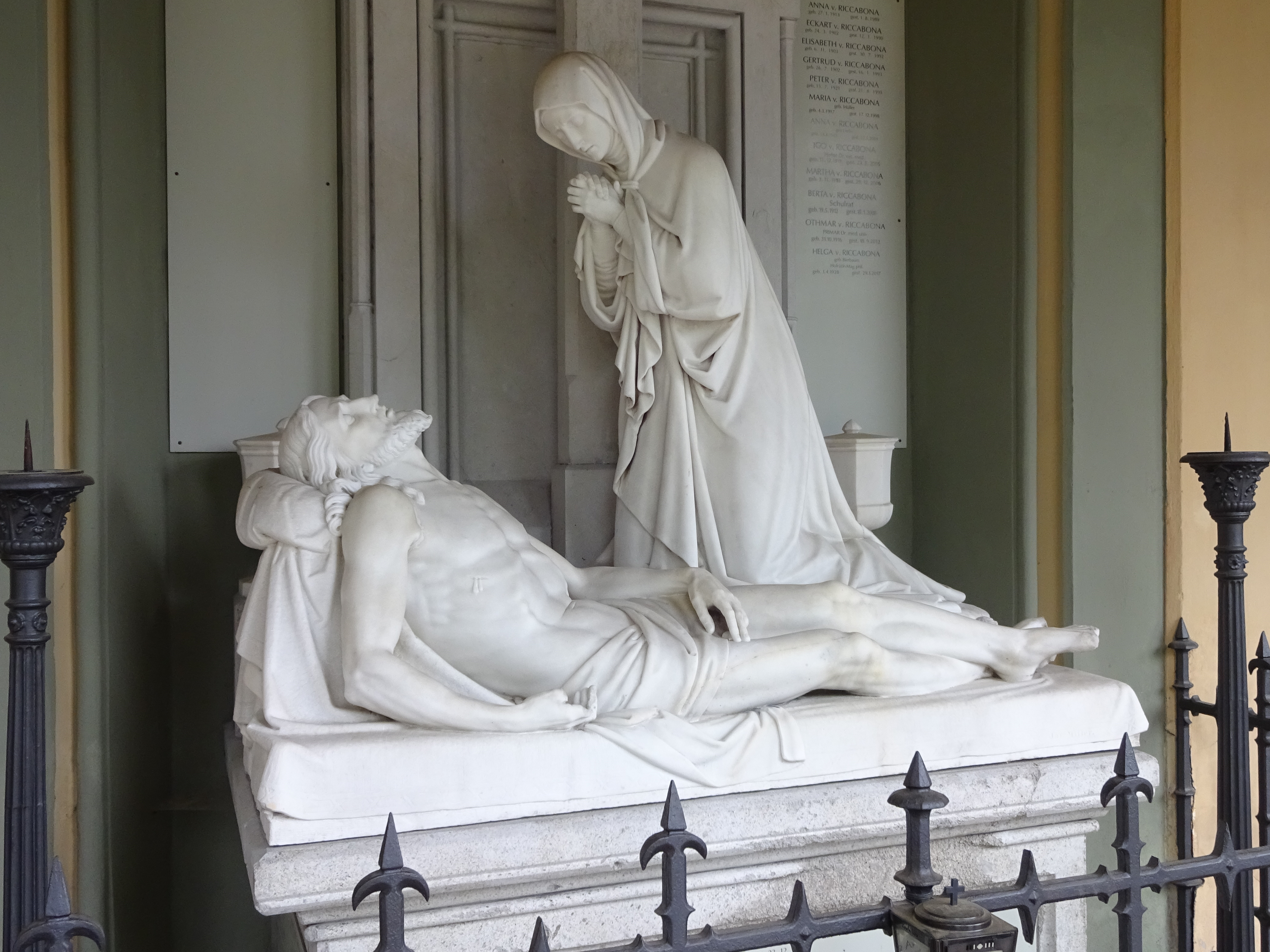
Beweinung Christi, Riccabona'sche Grabstätte am Innsbrucker Westfriedhof (1860)

- Hochaltar, Pfarrkirche Strengen, 1851
- Skulpturen am Hochaltar, Pfarrkirche Silz, um 1852/53[1]
- Hochaltarstatuen Petrus und Paulus, Pfarrkirche Bruneck, 1856
- Marmorgruppe Beweinung Christi, Riccabona’sche Grabstätte, Westfriedhof, Innsbruck, 1860[2]
- Kreuzigungsgruppe, Meyer’sche Grabstätte, Westfriedhof Innsbruck, 1865[2]
- Herz-Jesu-Statue, ehem. Grabstätte der Jesuiten, Westfriedhof Innsbruck, 1873[2]
- Altarstatuen und Kreuzwegstationen, Mariahilfkirche, München
- Friedhofskreuz, Friedhof Weer[3]
- Altar, Kapelle von Schloss Krippach, Absam
- Altar, Kapelle von Schloss Sigmundslust, Vomp